# 謝爾普茨縣

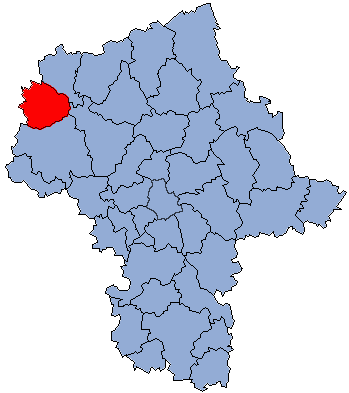

52°53′N 19°40′E / 52.883°N 19.667°E
謝爾普茨縣（波蘭語：Powiat sierpecki），是波蘭的縣份，位於該國中東部，由馬佐夫舍省負責管轄，首府設於謝爾普茨，面積853平方公里，2006年人口53,811，人口密度每平方公里63人。